# Umarkot
|  | Per a altres significats, vegeu «Umarkot (thikana)». |

Umarkot, Amarkot, Omarkot o Umerkot (Urdu: عمرکوٹ) és una ciutat de la província del Sind, Pakistan, capital del districte d'Umarkot. La població segons la base de dades GeoNames és de 42.074 habitants. Està situada propera al desert; a la ciutat hi ha un fort. El temple de Mahadeo, a uns 5 km al nord, se centre de pelegrinatge.

## Història
La vila hauria estat fundada per Umar, un cap dels sumres. Al fort de la ciutat fou on l'octubre de 1542 va néixer el futur emperador Akbar el Gran. Més tard Akbar la va utilitzar de base (1591) per la conquesta del Sind. Va pertànyer a ranes locals sota sobirania mogol fins al segle xviii i després a Jodhpur fins al 1813 en què va passar als talpurs de Sind; el 1843 va passar als britànics. Els ranes locals van resistir el domini britànic fins vers 1855. Rana Ratan Singh, un dels principals caps sodes que lluitava contra els britànics, va ser executat en aquesta ciutat els primers anys del domini britànic. La municipalitat d'Amarkot fou creada el 1860 i va esdevenir capçalera del districte de Thar i Parkar, a la província del Sind, presidència de Bombai. El 1901 tenia 4.924 habitants. La taluka d'Umarkot tenia aleshores 3.784 km² i una població de 49.118 habitants.
El 17 d'abril de 1993 va esdevenir capital del nou districte de Umarkot.